# Ulla Wessels
Ulla Wessels (* 1965 in Münster) ist eine deutsche Philosophin analytischer Ausrichtung und Inhaberin einer Professur für Praktische Philosophie an der Universität des Saarlandes. 

## Leben
Wessels studierte Philosophie unter anderem in Münster bei Georg Meggle. Mit ihm und dessen Schüler Christoph Fehige arbeitet sie eng zusammen.
Wessels absolvierte ein Studium der Philosophie, Kunstgeschichte und Germanistik, unter anderem bei Georg Meggle in Münster, und erlangte anschließend internationale Anerkennung durch ihre Forschungs- und Lehraktivitäten an verschiedenen renommierten Institutionen. Ihre akademische Laufbahn führte sie unter anderem nach Leipzig, Göttingen, an die University of California in Berkeley und an die Australian National University in Canberra. Derzeit ist sie als Professorin für Praktische Philosophie an der Universität des Saarlandes tätig.
Wessels’ Forschungsschwerpunkte umfassen ein breites Spektrum ethischer Themen, darunter Begehren, Konsequentialismus, Utilitarismus, Supererogation, Moralpsychologie, Sinn des Lebens sowie Bioethik mit Schwerpunkten in den Bereichen Abtreibung und Gentechnik. Für ihre Arbeit „Die gute Samariterin. Zur Struktur der Supererogation“ wurde Wessels im Jahr 2003 mit dem renommierten Wolfgang-Stegmüller-Preis ausgezeichnet. Seit Oktober 2022 ist Wessels Vorstandsmitglied der Giordano-Bruno-Stiftung, deren Beirat und Kuratorium sie zuvor angehört hatte.
Bekanntheit erlangte Wessels 2010 durch eine Klage gegen ihre Nichtberücksichtigung zur Wiederbesetzung eines Konkordatslehrstuhls für Praktische Philosophie an der Universität Erlangen-Nürnberg. Sie hatte sich drei Jahre vorher beworben, war im weiteren Verlauf jedoch nicht berufen worden. Wessels vertrat nun den Standpunkt, ihre fehlende katholische Kirchenmitgliedschaft sei der Grund dafür gewesen, und sah damit Art. 33 des Grundgesetzes verletzt. Das Verwaltungsgericht Ansbach stoppte per Eilantrag das Besetzungsverfahren. Nachdem die Universität das Berufungsverfahren abgebrochen hatte, versuchte Wessels, im Rahmen einer Fortsetzungsfeststellungsklage die Rechtswidrigkeit ihrer Nichtberücksichtigung bei der Auswahlentscheidung feststellen zu lassen. Mit diesem Begehren scheiterte sie vor dem Verwaltungsgericht Ansbach; ihre dagegen gerichtete Berufung wurde vom Bayerischen Verwaltungsgerichtshof wegen offensichtlicher Unbegründetheit nicht zur Entscheidung angenommen. Dennoch hat Wessels Anfang April 2012 dagegen vor dem Bundesverfassungsgericht Verfassungsbeschwerde erhoben. Nachdem ihr Prozessvertreter bereits 2012 öffentlich Zweifel an den Erfolgsaussichten der Verfassungsbeschwerde geäußert hatte, wies das Bundesverfassungsgericht die Beschwerde 2015 endgültig als nicht zulässig zurück.

## Veröffentlichungen (Auswahl)
- (mit Christoph Lumer und  Christoph Fehige): Handeln mit Bedeutung und Handeln mit Gewalt, Paderborn 2009 (Mentis), ISBN 3-89785-675-1
- Die gute Samariterin. Zur Struktur der Supererogation. (zugleich Habil.-Schr.) Berlin, New York 2002 (de Gruyter), ISBN 3-11-017490-1
- (mit Georg Meggle und  Christoph Fehige): Der Sinn des Lebens. Philosophische und andere Texte, dtv, München 2000, ISBN 3-423-30744-7
- (mit Christoph Fehige): Preferences (Perspectives in Analytical Philosophy, Bd. 19). Berlin 1998 (Walter de Gruyter), ISBN 3-11-015007-7
- (Hg., mit Georg Meggle): Analyomen 1 – Proceedings of the 1st Conference on „Perspectives in Analytical Philosophy“, Berlin / New York (de Gruyter), 1994.
- Das Gute. Verlag Vittorio Klostermann (Die Rote Reihe, Band 41), Frankfurt am Main 2011, ISBN 978-3-465-04123-8